# HD14581
HD14581 — хімічно пекулярна зоря спектрального класу B8, що має видиму зоряну величину в смузі V приблизно  8,6.
Вона  розташована на відстані близько 1418,1 світлових років від Сонця.

## Пекулярний хімічний вміст
Зоряна атмосфера HD14581 має підвищений вміст 
Si
.